# Vortetrane
Vortetrane (latin: Grus carunculata) er en tranefugl, der lever i det subsahariske Afrika.